# EtherCalc
EtherCalc est un tableur collaboratif en temps réel, libre, écrit en JavaScript. Il s'agit donc d'une feuille de calcul où les contributions de chacun apparaissent immédiatement sur l'écran de tous les participants.
Ce logiciel s'installe sur un serveur web (GNU/Linux, FreeBSD, Mac OS X ou Windows) capable de faire fonctionner Node.js. Les participants accèdent ensuite au tableur via leur navigateur, en suivant le même concept que celui d'EtherPad.
Si EtherCalc est un logiciel libre, une plate-forme éponyme, mise en place par ses concepteurs, existe également. Il est donc possible d'utiliser EtherCalc sans l'installer sur son propre serveur.

## Historique
EtherCalc se présente comme le successeur de SocialCalc, développé par Socialtext. Ce dernier est lui-même issu de WikiCalc.
SocialCalc avait été conçu à l'origine pour ouvrir, éditer et sauvegarder le tableur en ligne, et non pour faire apparaître les contributions de chacun en temps réel. Une version de SocialCalc créée en 2009 permettait toutefois la collaboration en temps réel, mais les performances étaient mauvaises. L'objectif d'EtherCalc était donc de pallier ce problème de performance et de créer un tableur réellement conçu pour la collaboration en temps réel.

## Fonctionnalités
- Édition du tableur depuis un navigateur
- Accès direct au tableur par partage d'url
- Visualisation en temps réel des modifications des autres participants
- Formules de calcul possibles dans les cellules
- Commentaires des cellules possibles
- Tri de plages de cellules
- Graphique en fonction de plages de nombres
- Export CSV et HTML

## Licence
EtherCalc est un groupement de composants dont les licences (libres) ne sont pas les mêmes. Les licences suivantes sont utilisées :
- CPAL 2.0 (en) ;
- Artistic License 2.0 ;
- MIT License ;
- CC0 (domaine public).